# من دان إلى بئر السبع
من دان إلى بئر سبع (From Dan to Beersheba) عبارة توراتية استخدمت تسع مرات في الكتاب المقدس العبري للإشارة إلى المناطق المستقرة من قبائل إسرائيل بين دان في الشمال وبئر السبع في الجنوب . ساهم المصطلح في المواقف التي استخدمها السياسيون البريطانيون أثناء التفاوض حول الانتداب البريطاني على فلسطين في أعقاب الحرب العالمية الأولى.